# Haranj
Haranj (persiska: هرنج) är en ort i Iran.   Den ligger i provinsen Alborz, i den norra delen av landet, 80 km nordväst om huvudstaden Teheran. Haranj ligger 2 130 meter över havet och antalet invånare är 498.
Terrängen runt Haranj är bergig norrut, men söderut är den kuperad.Runt Haranj är det ganska tätbefolkat, med 86 invånare per kvadratkilometer. Närmaste större samhälle är Kalīnak, 5,4 km söder om Haranj. Trakten runt Haranj består i huvudsak av gräsmarker.